# 小橋川秀男
小橋川 秀男（こばしがわ ひでお、1917年2月22日 - 2001年）は、画家。米・アリゾナ州フェニックス生まれの日系二世である。
第二次世界大戦中、米の収容所に入る。戦後、ニューヨークに渡り、画家としてブルックリン、マンハッタンなどに住む。Yashima Studio（絵本画家・八島太郎主催）に参加し、八島太郎、ホンダ・ヒロシ、小圃千浦、山本紅浦など多くの画家たちと交流する。兄・次郎と仲が良かった作家・下嶋哲朗と親交を深める。ニューヨークではアート・スチューデンツ・リーグで学ぶ。故郷・沖縄で日系二世画家として有名になり、沖縄県立博物館・美術館に作品が収蔵されている。